# N900iL
FOMA N900iL（フォーマ・エヌ きゅう まる まる アイ・エル）は、NECによって開発された、NTTドコモの第三世代携帯電話 (FOMA) 端末製品である。

## 概要
N900iLは、NTTドコモの法人向けFMC（モバイルセントレックス）、PASSAGE DUPLE（パッセージ・デュプレ）において提供される端末。2004年2月22日より販売されている N900i をベースに、最大11Mbpsの無線LAN (IEEE 802.11b) 通信機能を追加。FOMAと無線LANとを同時に待ち受けるデュアルモードにより、事業所構内では無線LAN接続による内線電話（IP電話）を、外出先ではFOMA回線を利用しての通信と使い分けることを想定している。
形状はN900i同様のアークラインが特徴的な折りたたみ式で、カラーバリエーションはシルバーの一種類。無線LANモジュールを内蔵した関係で、暗所での撮影時に被写体を照らすライトは省略された。オペレーティングシステムにLinuxを採用。N900iLは日本で初めてLinuxを搭載した携帯電話端末である。
販売されて間もなくから、「キーレスポンスが非常に鈍い」「通話から間もなく受話部が熱くなり苦痛」「無線LANでの内線通話時、AP切り替え失敗で途切れやすい」「電池の持ちが非常に悪い」などの不満が多数出ており、PASSAGE DUPLE全体の評判とは対照的に、システムの一角を担う本機そのものの評判はさほど良くはなかった。

後継機種であるN902iLではこれらの不満点が解消されていたため、N902iLの発売後に試験運用を経てN900iLからN902iLへ速やかに機種変更をする企業も見られた。
法人専用モデルのため、個人での購入はできない。

## 歴史
- 2003年12月2日: NTTドコモ、無線LANを追加装備したFOMA端末の開発を発表。
- 2004年4月23日: 技術基準適合証明 (TELEC) を通過（証明記号: 001XYAA1068、001NYDA1478、001GZDA1248）。
- 2004年6月10日: 電気通信端末機器審査協会 (JATE) による審査を通過（認定番号: A04-0269001）。
- 2004年7月13日: 法人向け新サービス、PASSAGE DUPLEの概要とN900iLの開発が発表。
- 2004年11月16日: N900iL 発売。同日より、NECも法人向けにUNIVERGE "FOMA" 連携ソリューションを展開。